# Colònia i Protectorat de Kenya
Colònia i Protectorat de Kenya fou el nom adoptat pel Protectorat de l'Àfrica Oriental Britànica el 23 de juliol de 1920. Tot i el nom que portava era una unitat administrativa sense separació administrativa entre colònia de Kenya i protectorat de Kenya. Porta el doble nom de colònia i protectorat perquè inclou territoris adquirits en virtut de tractats de protectorat i altres que són domini colonial directe. La seva superfície és de 582.646 km² (incloent 13.545 km² d'aigües interiors) dels quals 5.645 km² corresponen a zones en protectorat (el soldanat de Witu, el territori continental que fou del soldà de Zanzíbar -entre les poblacions de Kan i Kipini ambdues incloses- i les illes de Lamu i algunes altres properes).
La capital era Nairobi amb 250.800 habitants el 1960 (121.000 el 1949) i 297.000 poc abans de la independència (1962).

## Divisió administrativa
El conjunt estava dividit el 23 de juliol de 1920 en vuit províncies:
- Coast Province, capital Mombasa
- Ukamba, capital Nairobi
- Masailand (Masailàndia)
- Jubalàndia, capital Kismayu
- Territori de la Província de la Frontera del Nord (North Frontier Province), no organitzat
- Kikuyu, Fort Hall
- Naivasha, capital Naivasha
- Nyanza, Port Florance

Jubalàndia fou cedida a Itàlia el 1924 i transferida el 1925. El 1925 es va establir una nova divisió administrativa amb deu províncies:
- Província de la Costa, capital Mombasa
- Província d'Ukambu, capital Machakos
- Província de Kikuyu, capital Nyeri
- Província de Nyanza, capital Kisumu
- Província de la Frontera del Nord, capital Isiolo
- Província de Nzoia, capital Eldoret
- Província Turkana, capital Kapenguria
- Província de la Vall del Rift, capital Nakuru
- Província de Naivasha, capital Naivasha
- Província de Masai, capital Ngong

Abans del 1939 es van fusionar Kikuyu i Naivasha per formar la província Central, i Ukambu es va fusionar amb Masailàndia, amb el que les províncies es van reduir a vuit:
- Província de la Costa, capital Mombasa
- Província Central, capital Nyeri
- Província de Nyanza, capital Kisumu
- Província de la Frontera del Nord, capital Isiolo
- Província de Nzoia (després Oest), capital Eldoret
- Província Turkana, capital Kapenguria
- Província de la Vall del Rift, capital Nakuru
- Província de Masailàndia, capital Nairobi

Vers el 1955 es va formar la província del Sud (Southern Province), amb capital Ngong, segregada de Masailàndia. La resta de la província de Masailàndia fou reanomenada província de l'Est i més tard Nairobi. El 1962 es va passar al sistema de regions o districtes i les províncies foren reanomenades així (existint per tant set districtes o regions): 
- Costa
- Central
- Nyanza
- Província del Nord
- Oest o Occidental
- Vall del Rift
- Nairobi (Est o Oriental)

El 1963 es va formar la regió o districte del Nord-est (després província del Nord-est, o North-Eastern) amb parts de les províncies del Nord i de la Costa.

## Constitució
El 1919 el consell legislatiu de la colònia fou ampliat fins a 11 membres elegits entre la colònia europea, 3 nomenats pel govern, 2 representants dels indis, i 1 representant dels àrabs. El desembre de 1925 es va adoptar una nova constitució que establí un consell executiu d'onze membres i un consell legislatiu amb 11 membres elegits entre la colònia europea, 5 membres elegits pels indis 1 representant dels africans (nomenat), 1 membre àrab elegit, i un nombre de membres designats pel govern en nombre suficient per assegurar la governabilitat (és a dir la majoria governamental). La constitució es va modificar diverses vegades per ampliar els membres del consell i la seva composició, i el govern. El primer africà que fou escollir pel consell ho va ser el 1944.Durant el moviment Mau-Mau el nombre de consellers era de 22 (11 europeus, 5 africans, 4 asiàtics i 2 àrabs)

## Història
El 1921 es va formar el primer moviment africà, l'Associació de Joves Kikuyus, dirigida per Harry Thuku. El 1947 es va formar el moviment Mau-Mau
El dia 5 de febrer de 1952 la princesa Isabel duquessa d'Edimburg estava reunida sopant amb el jutge Sir Horace Hector Hearne a l'hotel Treetops. Allí es va saber la mort del rei Jordi VII, i en aquell moment la princesa esdevingué la reina Isabel II d'Anglaterra. Hearne va dir la seva famosa frase: "Ha vingut princesa i se n'ha anat reina".
El 1952 van començar a agafar força les activitats nacionalistes armades dels kikuyu organitzats en l'anomenat moviment Mau-Mau. L'octubre es va declarar l'estat d'emergència. Tropes britàniques hi foren enviades. El gener de 1953 el major general Hinde fou nomenat director d'operacions de contra insurgents però la situació no va millorar i fou substituït pel general Sir George Erskine com a comandant en cap de les forces militars de la colònia per recomanació personal de Winston Churchill. El 1953 la Guardia Local (Home Guard, formada per africans lleials) fou reconeguda com a branca de les forces de seguretat. El 8 d'abril de 1953 Kamau wa Ngengi, futur Jomo Kenyatta, fou jutjat acusat de dirigir el moviment Mau-Mau i sentenciat a set anys de presó; un dels testimonis, Rawson Macharia, va declarar falsament pressionat pels britànics. El 15 de gener de 1954 fou capturat Warũhiũ Itote (àlies General China) i el seu interrogatori va permetre conèixer l'estructura del Mau-Mau. Les operacions militars que van seguir van suposar l'empresonament de milers de kenyans. El setembre de 1955 Erskine fou substituït pel tinent general G. W. Lathbury quan ja la revolta es podia donar per acabada. Es va dictar una amnistia a la que es van acollir bastants guerrillers. La captura de Dedan Kimathi el 21 d'octubre de 1956 a Nyeri va obrir la via pel final de la revolta. La repressió havia costat 30 milions de lliures només entre octubre de 1952 i setembre de 1955.
El 1956 es va publicar l'informe Cutts sobre com establir un estat multiracial, que proposava elecció directe i secreta, i el consell va convocar eleccions pel març de 1957 (pels africans) i el setembre i octubre de 1956 per europeus i asiàtics. El Partit Unit, blanc, que donava suport a la constitució multiracial de Lyttelton, va perdre escons front a un grup independent que s'hi oposava; el partit federal propugnava una separació absoluta de races com a la Unió Sud-africana, però no va obtenir cap escó. Després de les eleccions el governador va anunciar que havia decidit nomenar dos ministres negres en lloc d'un com estava previst (d'acord amb tots els partits) i augmentar en quatre el nombre de consellers dels quals dos serien negres.
Com s'havia anunciat el 1956 el març de 1957 es van fer eleccions a les circumscripcions natives pels llocs del consell legislatiu, que havien de designar 8 consellers africans; van votar el 78% dels electors (126.000 persones). Els electes, encapçalats pel laborista Tom Mboya, van considerar sense valor la constitució de 1954 i, per tant, non acceptarien càrrecs ministerials, però en realitat pressionaven per augmentar el nombre d'africans.. L'octubre el ministre ¡de colònies Lennox-Boyd va visitar la colònia per conduir negociacions proposant augmentar els consellers africans i designar dos ministres africans en lloc d'un, però la proposta fou rebutjada per Mboya. Una nova constitució fou establerta el 5 d'abril de 1958passant els consellers africans de 8 a 14 (igual que els europeus); el consell elegiria a 12 diputats (4 europeus, 4 africans i 4 asiàtics), però Mboya seguia oposant-se i el novembre del 1958 quan es va obrir el període de sessions els membres africans i alguns asiàtics van abandonar els seus llocs en protesta per aquesta manca de proporcionalitat de la representació amb relació a la població. L'abril de 1959 van tornar als seus llocs
El febrer de 1959 la reina Isabel II va visitar Kenya amb la reina mare. Kenyatta va sortir de la presó el 1959 abans de complir tota la sentència, després de la condemna del testimoni Rawson Macharia, com a perjuri, però fou desterrat a un lloc allunyat dins Kenya. Es va saber també que al camp d'internament d'Hola s'havia practicat la tortura i 15 membres del Mau-Mau hi havien mort. Durant l'any fou proclamada la igualtat racial. Algun membres del Mau-Mau tractaven de reorganitzar-lo sota el nom de Kiama Kia Muingi (KKM). El 12 de gener de 1960 es va aixecar l'estat d'emergència. El 1960 els africans van poder formar partits i van crear el Partit de la Independència (del cap laborista Tom Mboya) i el Nou Partit de Kenya, de Michael Blundel Moderat interracial). El 18 de gener de 1960 es va convocar la Conferència de Londres sobre el futur de la colònia, on van assistir 46 membres electes del consell legislatiu de totes les races i altres oficials i el governador i el febrer es va elaborar una nova constitució amb un govern responsable de 4 membres oficials i 8 no oficials (d'aquests 4 africans, 3 europeus i 1 asiàtic) i el consell legislatiu passava a 65 membres, 53 electes pel sistema de votants qualificats i 12 indirectament pel mateix consell; la condició d'elector qualificat requeria no ser analfabet i tenir uns ingressos superiors a 75 lliures a l'any. Això no va satisfer els progressistes que van crear a Kambu la Unió Nacional Africana de Kenya o Kenya African National Union (KANU), dirigida per J.S. Gichuru, Oginga Odinga, i Tom Mboya, i a la que després es va unir Jomo Kenyatta. També es va formar la Unió Democràtica Africana de Kenya (UDAK) dirigida per Ngaba (ministre al gabinet format).
El 1961 es van celebrar les eleccions tal com s'havia acordat, en tres etapes: del 18 al 23 de gener, del 19 al 27 de febrer i el 16 de març. Els partits africans, tot i les seves reserves hi van participar. La KANU va obtenir la majoria amb 16 escons, la UDA va obtenir 10 escons, el Nou Partit de Kenya 4, la Coalició de Kenya 3, el Congrés Indi 3, el Partit de la Independència 1, i els independents 16 (total de 53 escons en joc) als que s'havien d'afegir els que havien de designar els mateixos consellers electes (12). La KANU va rebutjar formar govern mentre Kenyatta seguís desterrat. El cap de la UDAK Ronald Ngala va acceptar dirigir el govern amb suport del Nou Partit i el Congrés Indi. Els àrabs de la costa reclamaven autonomia i els somalis del nord la unió a Somàlia.
Jomo Kenyatta es va poder moure's lliurement i va establir contacte amb Ngala per formar un govern de coalició amb la KANU, de la que havia assolit de facto la direcció.
El 1962 es va reunir a Londres una conferència constitucional que establí un govern de coalició entre els dos principals partits, un consell de ministres de 16 membres persistit pel governador amb 2 funcionaris sense partit, 11 africans, 2 europeus i 1 asiàtic; un consell legislatiu de 53 membres elegits, més 12 designats pels elegits, 4 especials i el president; creació d'un consell d'estat d'entre 10 i 16 membres per a protegir les comunitats contra mesures discriminatòries o contaries a la igualtat de drets. El govern de coalició es va formar el 6 d'abril amb 8 ministres de cada partit, sota presidència del governador.
El febrer de 1963 el ministre britànic de la Commonwealth va aconseguir un acord constitucional entre els partits principals i sobre aquesta base es van convocar eleccions. que es van fer la segona quinzena de maig. La KANU va obtenir un gran èxit amb majoria absoluta al senat (20 lloc de 41 però els tres llocs de la regió Nord van quedar vacants pel boicot dels somalis) i a l'assemblea 67 escons (40 de la UDAK i 5 independents, més 5 llocs vacants pel boicot somali). Les regions se les van repartir i la KANU va obtenir Central, Nyanza i Est, i la UDAK les de Vall del Rift, Costa i Oest. La regió del nord va quedar sense assignar i fou confiada a la coalició dels partits nacionalistes.
L'1 de juny de 1963 va obtenir l'autonomia interna (anomenada "Madaraka", Llibertat) en la qual Gran Bretanya només conservava competències de defensa i afers exteriors. Jomo Kenyatta va accedir al càrrec de primer ministre. Les negociacions per la plena independència, que es van fer a Londres, van demorar, ja que Londres volia defensar els interessos de la minoria blanca i establir una reorganització federal de caràcter federal (que demanava la UDAK). El 15 d'octubre el cap del gabinet en funcions a Nairobi, va telegrafiar a Londres al líder Kenyatta suggerint abandonar les negociacions i anar a Kenya per una proclamació d'independència unilateral el dia 20 següent (11è aniversari de la revolta Mau-Mau). Kenyatta va romandre a Londres, el ministre Duncan Sandys va fer algunes concessions i finalment es va trobar un punt d'acord el 19 d'octubre. Ronald Ngala va proposar la creació d'un estat separat amb les tres regions que l'hi eren favorables, però el seu aliat, el Partit Popular Africà de Paul Ngei, va trencar l'aliança i es va unir a la KANU. També parlamentaris de la UDAK es van passar a la KANU. La UDAK va quedar tocada conservant només un 25% dels escons. El 8 d'octubre el soldà de Zanzíbar va renunciar formalment a la zona de protectorat que quedava en endavant jurídicament com a part de Kenya.
El 12 de desembre de 1963 va accedir a la independència.

## Bandera i emblema
La bandera oficial de la colònia i protectorat fou el pavelló blau britànic amb el lleó rampant de color vermell. El pavelló vermell amb disc blanc dins del qual el mateix lleó rampant, fou usada però no tenia caràcter oficial. Ell lleó rampant fou l'emblema del territori.
El governador va fer servir la bandera britànica amb el lleó al centre dins d'un disc blanc rodejat per l'habitual garlanda.
El 1963 i fins a la proclamació de la República el 12 de desembre de 1964 el governador Malcolm John MacDonald va utilitzar bandera blava amb el disseny habitual: corona Tudor amb un lleó coronat al damunt suportat per la corona; a la part inferior d'aquesta, una mica separada, una cinta amb el nom "Kenya"